# هونگ میونگ هوی (بازیکن فوتبال)

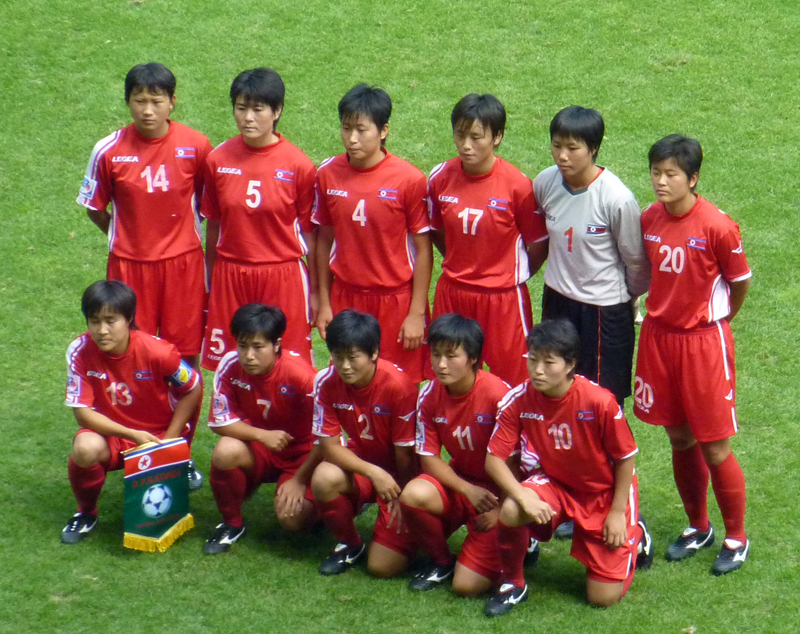
نمایی از تیم فوتبال زیر ۲۰ سال کره شمالی، در سال ۲۰۱۰

هونگ میونگ هوی (انگلیسی: Hong Myong-hui؛ زادهٔ ۴ سپتامبر ۱۹۹۱) بازیکن فوتبال اهل کره شمالی است.
از باشگاه‌هایی که در آن بازی کرده‌است می‌توان به باشگاه فوتبال ۲۵ آوریل اشاره کرد.
وی همچنین در تیم ملی فوتبال زنان کره شمالی بازی کرده‌است.